# تيدا
التيدا هم قبائل موجودة في ليبيا، التشاد، النيجر وإثيوبيا. يتحدثون التيدية، وهم فرع من فرعين من شعوب التبو الفرع الاّخر يسمى الدازا.